# Palazzo Albertini di Cimitile

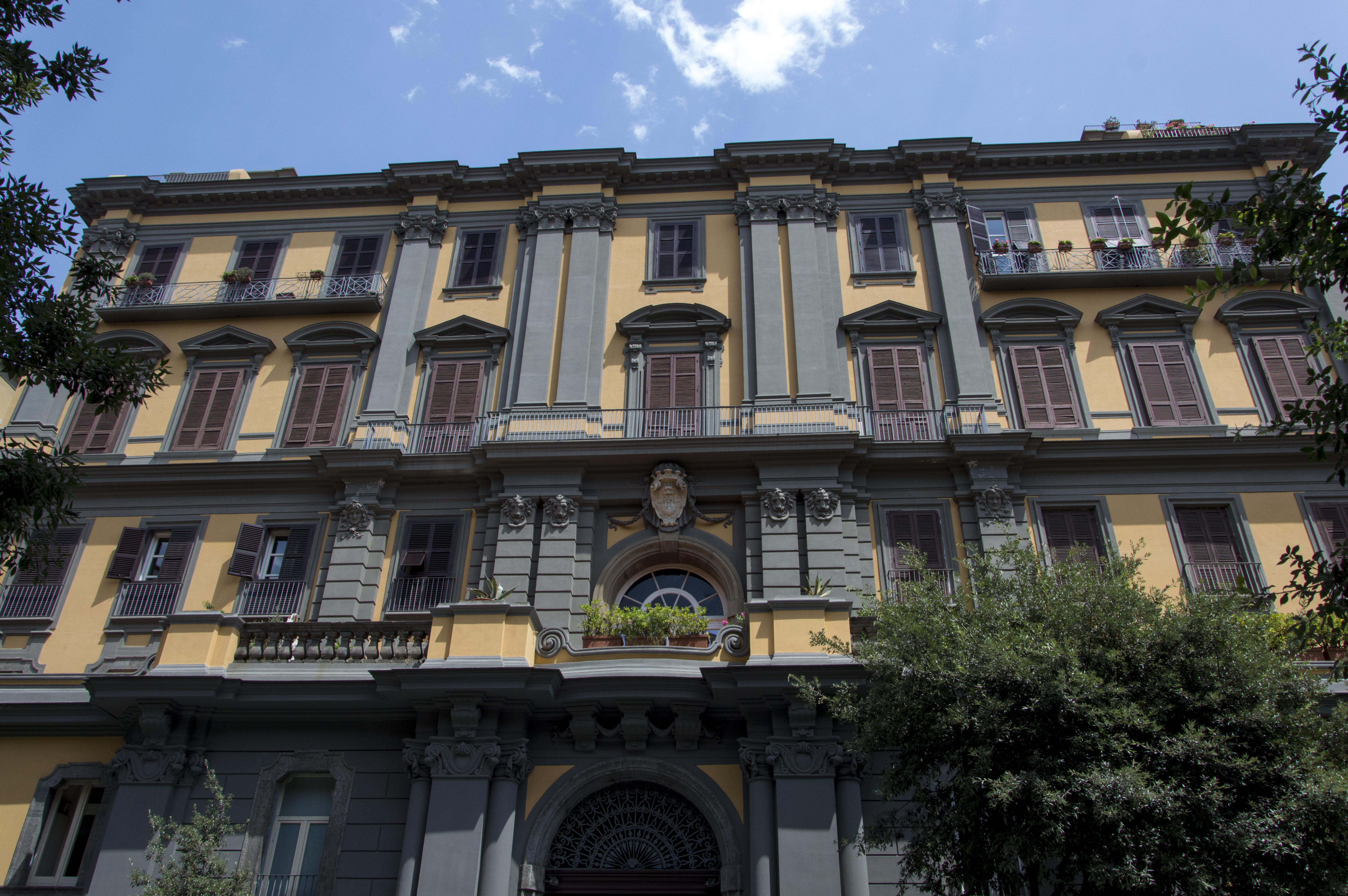
Palazzo Albertini di Cimitile in Neapel

Der Palazzo Albertini di Cimitile, auch Palazzo Calabria, ist ein Palast aus dem 18. Jahrhundert im Viertel Sanità in Neapel in der italienischen Region Kampanien. Er liegt in der Via Santa Teresa degli Scalzi, 76, in der Nähe der Kirche Santa Teresa degli Scalzi.

## Geschichte
Der Palast wurde im Auftrag von Giambattista Albertini, Prinz von Cimitile, ab 1774 erbaut. Zu dieser Zeit kaufte der Prinz eigentlich von Carlo Acquaviva d'Aragona, Graf von Conversano und Angehöriger der bekannten, neapolitanischen Familie Acquaviva, das Grundstück „mit Plan, begonnenem Gebäude und Materialien“. Dort wollte der Vetter von Carlo Acquaviva d’Aragona, Rodolfo Acquaviva, vorletzter Vertreter der Herzöge von Atri, die 1760 ausstarben, eigentlich einen „edlen und großartigen Palast“ bauen lassen. Zum Verkaufszeitpunkt hatte der Herzog von Atri die vorhergehenden Wohnhäuser aus der ersten Hälfte des 17. Jahrhunderts, die dem Richter aus Sorrent gehört hatten, abreißen und mit dem Bau des Erdgeschosses beginnen lassen. Noch vollständig zu bauen waren das erste Obergeschoss, das zweite Obergeschoss und die große Repräsentationstreppe.
Ein kurioser Fall kam während der Unterbrechung der Arbeiten vor, als auf dem vor dem Grundstück liegenden Platz einige Blöcke aus Piperno für die Baustelle lagen: Diese machten sich die Augustiner zunutze, indem sie sie stahlen und im Garten aufbewahrten. Die Tat wurde gemeldet, blieb aber folgenlos, weil es den Mönchen gelang, die für die Untersuchung Verantwortlichen zu bestechen.
Die Arbeiten wurden von Niccolò Carletti geleitet, dem 1775 Giuseppe Fulchignoni folgte. Die Räumlichkeiten wurden umgestaltet und insbesondere auch die Innentreppe mit quadratischem Grundriss, die sich in einem einzigen Zug erhebt, eingeschlossen von Pilastern, die ihrerseits mit dem Kreuzgewölbe durch Bänder verbunden sind. Viele Gelehrte, darunter auch Arnaldo Venditti, nahmen die Beteiligung von Carlo Vanvitelli an der Leitung der Arbeiten als sicher an, aber eingehende Untersuchungen widerlegten diese Annahme.
Der Palast lag vorher am Largo San Agostino degli Scalzi und war dann in der ersten Hälfte des 19. Jahrhunderts von der Absenkung des Straßenniveaus durch die Öffnung der Via Santa Teresa degli Scalzi betroffen, was den Bau eines Untergeschosses nötig machte. Das Gebäude enthielt die wertvolle Buchsammlung von Fabio Albertini, Prinz von Cimitile, und eine bedeutende Gemäldesammlung, die 1861 Charles Eastlake besuchte.
Während den Revolutionen 1848/1849 war das Atrium des Palastes einer der letzten Orte, an denen die Rebellen ihren verzweifelten Kampf gegen die Regierungstruppen führten. Der zweitgeborene Sohn des Prinzen Fabio, Prospero Albertini, war in diesen Monaten Major der Nationalgarde. Der erstgeborene Sohn, Giovanni Battista Albertini, war Mitglied der Camera dei Pari.
Durch Heirat der Prinzessin Eliza Mary Rose Grainger, der Witwe des Prinzen Giambattista Albertini, mit Sebastiano Marulli fiel der Palast an die Familie Marulli d’Ascoli. Später kaufte ihn die Familie Calabria, deren Oberhaupt Giacomo Calabria, der erste Generalprokurator des Gerichtshofes von Neapel während des bekannten Cuocolo-Prozesses und somit erster Präsident des Kassationsgerichtes und schließlich Senator des Königreiches, war. Aus diesem Grunde wurde der Palast im Viertel allgemein „Palazzo Calabria“ genannt. Am oberen Tor auf Straßenniveau trägt das Gebäude heute noch das Bildnis der Adligen Calabria.
Einige Jahrzehnte später wurde der Palast in ein Mietshaus umgewandelt. Ende der 1970er-Jahre wurde er unter Leitung von Roberto Pane restauriert.
Im Inneren sind zahlreiche Räume, die mit Fresken, Deckengemälden und Stuck dekoriert sind, gut erhalten.
Seit 2023 ist im ersten Oberschoss des historischen Palastes das erste buddhistische Kulturzentrum „Soka Gakkai“ der Stadt Neapel untergebracht.

## Bildergalerie

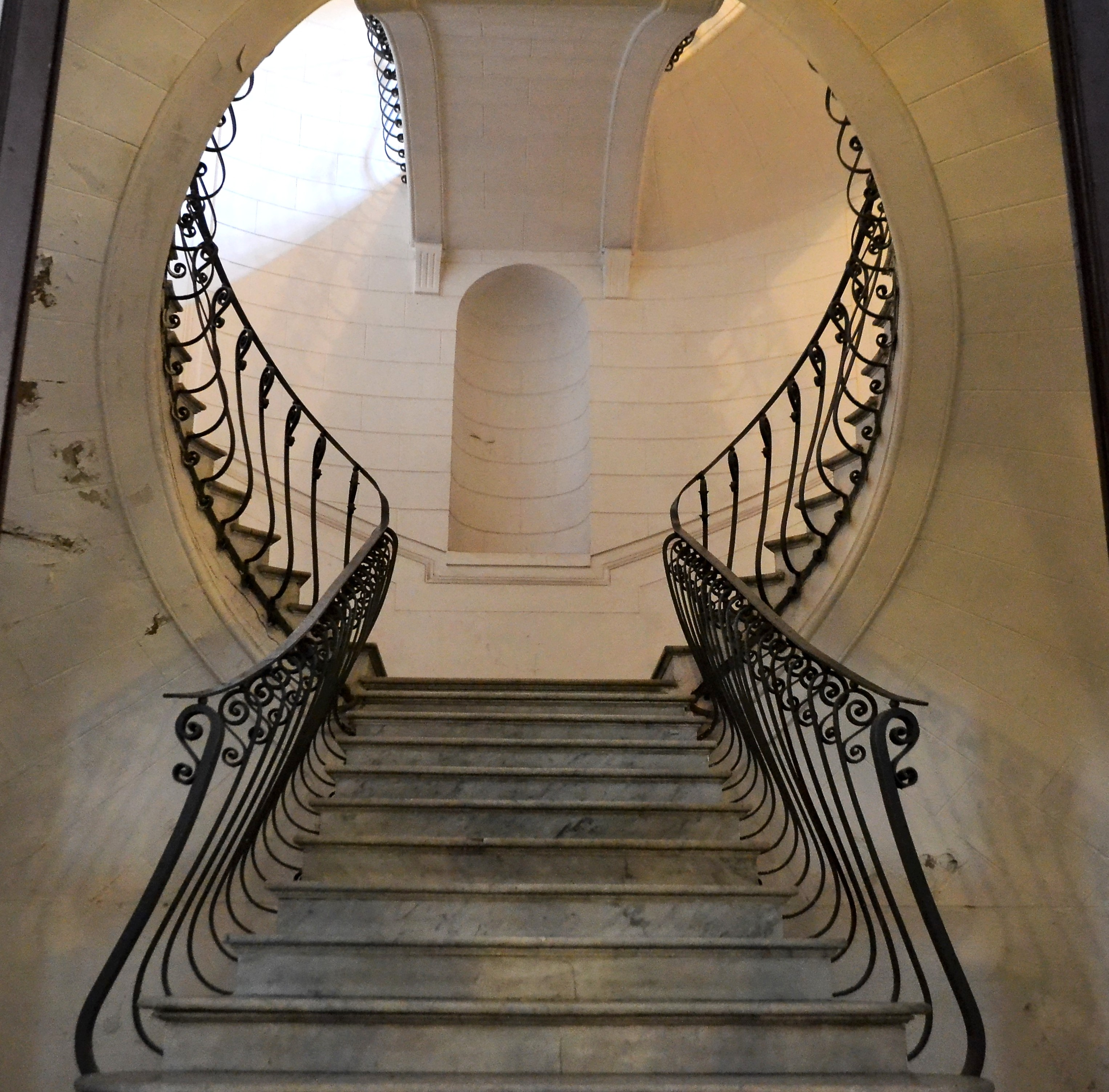
Detail der Nebentreppe
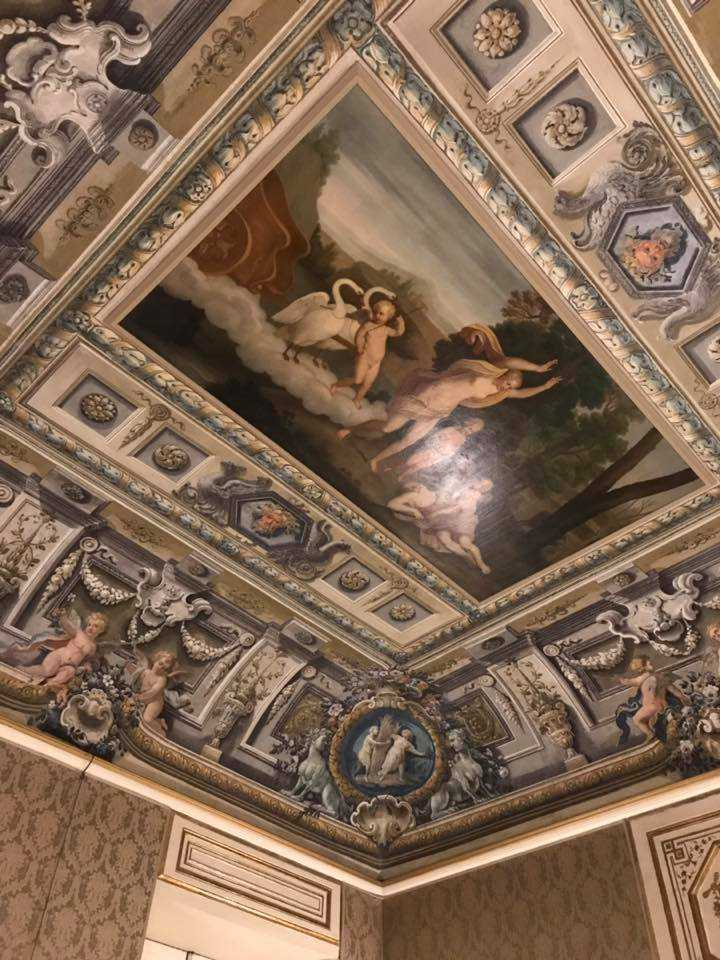
Eine der Fresken an einer der Gewölbedecken im ersten Obergeschoss, auf dem der Tod von Adonis abgebildet ist.